# Alf Prøysen
Alf Prøysen, all'anagrafe Alf Olafsen (Rudshøgda, 23 luglio 1914 – Oslo, 23 novembre 1970), è stato uno scrittore, poeta e cantautore norvegese,  interprete di canzoni popolari e per bambini, in particolar tra gli anni cinquanta e gli anni sessanta, nonché autore di racconti per ragazzi e considerato come tale una figura centrale nella letteratura norvegese moderna.
Tra i brani più famosi da lui interpretati, figurano Husmannspolka, Tango for to, Lillebrors vise, Du ska få en dag i mårå, Julekveldsvise, Jørgen Hattemaker, Musevisa, Romjulsdrøm, ecc. Fruttuosa fu la sua collaborazione con i compositori Finn Ludt e Bjarne Amdahl.

## Biografia

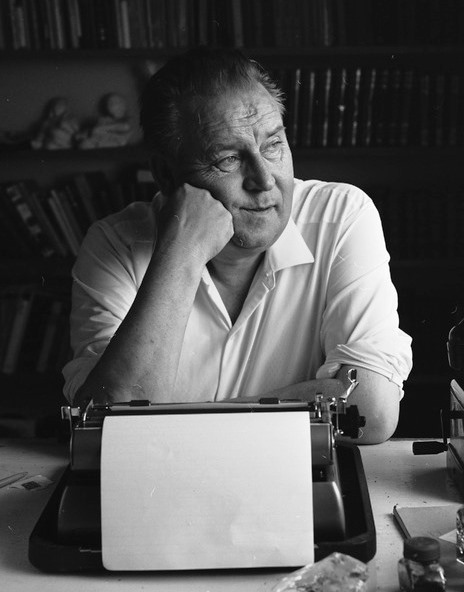
Alf Prøysen (1914-1970)

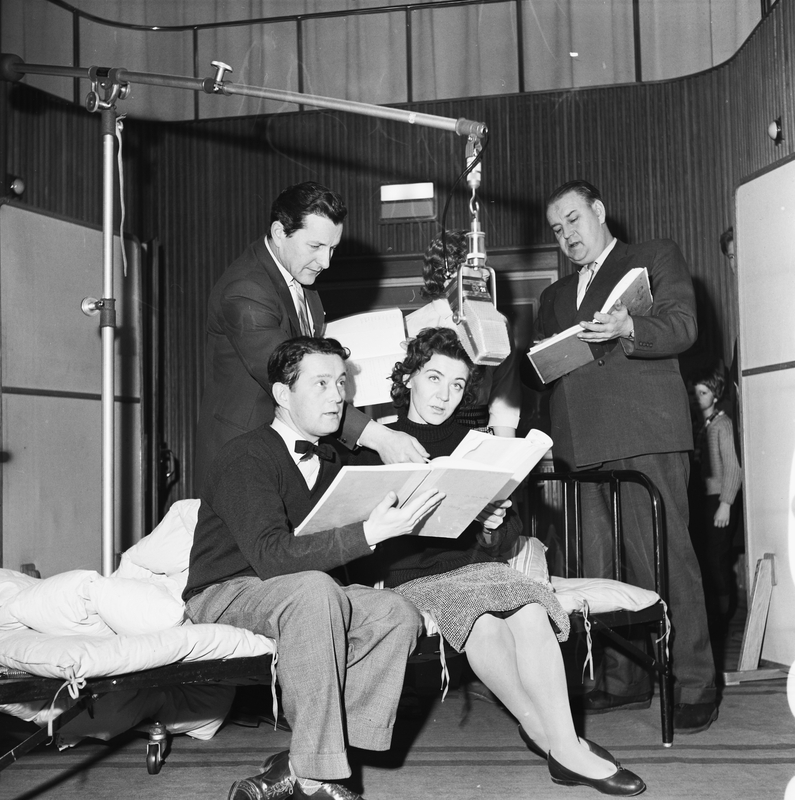
Alf Prøysen nel 1959 assieme agli attori Jack Fjeldstad, Jan Pande-Rolfsen e Grete Nordrå

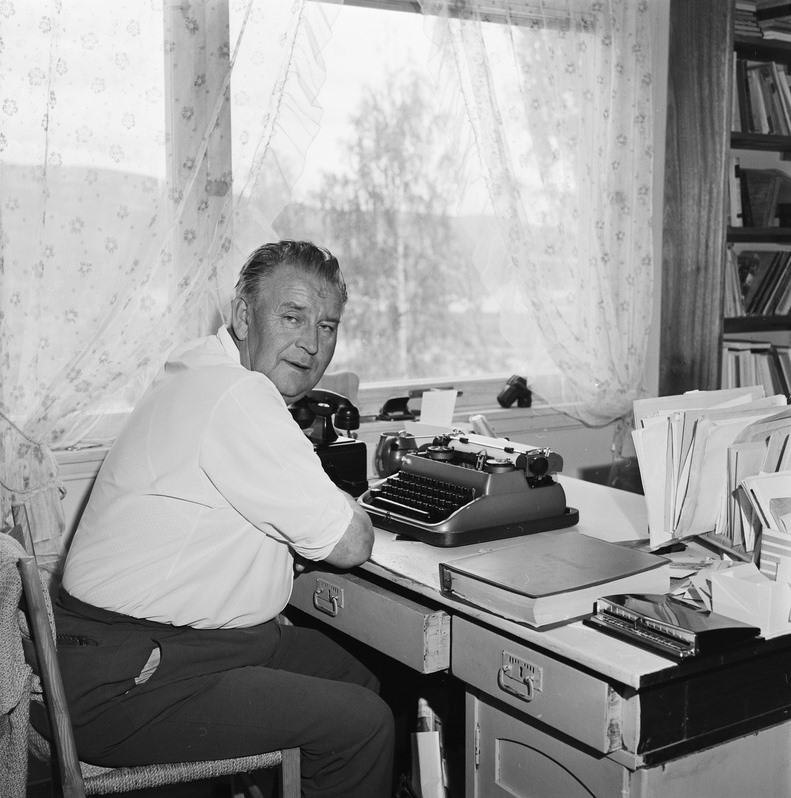
Alf Prøysen nel suo studio 1964

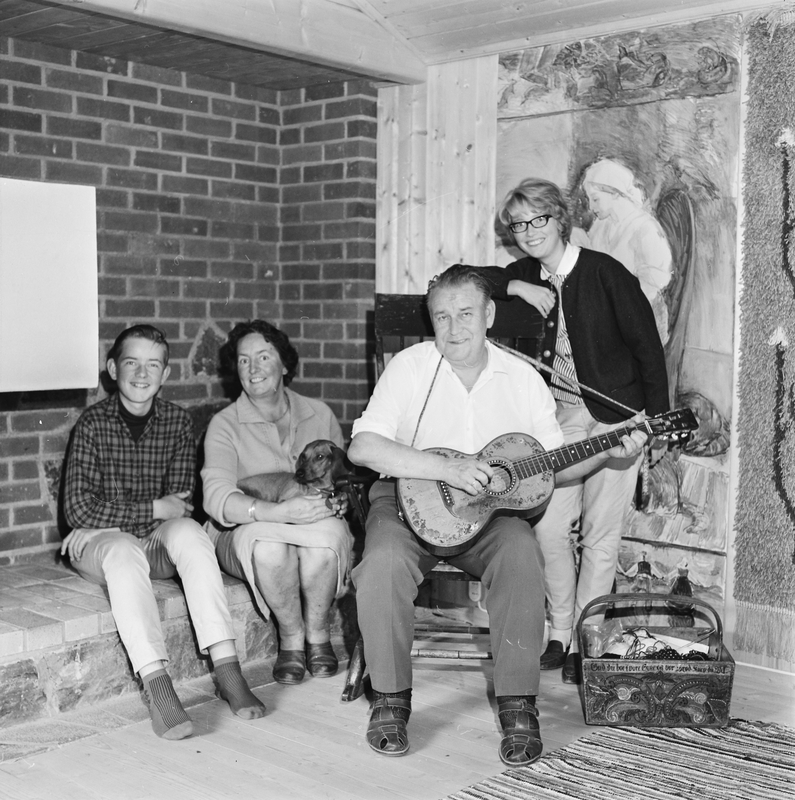
Alf Prøysen con la famiglia nel 1964

Alf Olafsen, in seguito noto con il nome d'arte di Alf Prøysen, nasce a Rudshøgda, nel comune di Ringsaker, il 23 luglio 1914.  I suoi genitori sono Olaf Andreassen e Julie Mathiasdatter.
Nel 1931/1932, mentre frequenta una scuola a Ringsaker, inizia ad usare lo pseudonimo Alf Prøysen. E proprio a partire dagli anni trenta, inizia a scrivere poesie e canzoni, che vengono inizialmente pubblicate nel giornale Arbeidermagsinet.
Nel 1938, pubblica la poesia Røde geranier ("Gerani rossi") e l'anno seguente la poesia To vugger ("Due culle").
L'anno seguente lascia a Ringsaker per trasferirsi a Oslo.
Il suo vero e proprio debutto letterario avviene però nel 1945, con la pubblicazione della raccolta di racconti Dørstokken heme. Hedmarksfortellinger. Due anni dopo, fa anche il proprio debutto discografico, incidendo il 45 giri Bare pappa hadde tid /Frøken gi meg himlens nummer.
La fama raggiunta attraverso i passaggi radiofonici porta alla vendita di 135 000 copie della sua raccolta di canzoni popolari intitolata Drengstu'viser.
Nel 1948 si sposa con Else Storhaug e nel 1950 pubblica uno dei suoi romanzi più celebri, Trost i taklampa, adattato anche per il teatro.
Nella primavera del 1970, partecipa ad alcuni programmi musicali trasmessi in televisione.
Olaf Prøysen muore a Oslo il 23 novembre 1970, sconfitto dal cancro all'età di 56 anni. È sepolto nel cimitero di Æreslunden.
Nello stesso anno, gli viene assegnato postumo il Norsk kulturråds ærespris.

## Opere letterarie

### Romanzi e racconti[2]
- Dørstokken heme, Hedmarksfortellinger (1945)
- Trost i taklampa (1950)
- Utpå livets vei (1952)
- Matja Madonna (1955)
- Kjærlighet på rundpinne (1958)
- Muntre minner fra Hedemarken (1959)
- Det var da det og itte nå (1971)
- Jinter je har møtt (1972)
- Onger er rare (1973)
- Kjærtegn (1974)
- Livets sekund (1975)
- Tia og timen (1998)
- Spaserveger i granskog (1998)

### Raccolte di poesie e canzoni popolari[2]
- Drengstu'vise (1948)
- Musevisa (1949)
- Vårvise (1950)
- Viser i tusmørke (1951)
- Tingeltangel i natt (1954)
- 12 viser på villstrå (1964)
- Så seile vi på Mjøsa og andre viser (1969)
- Lørdagskveldsvise (1971)
- De gamle visene (1973-1983)

### Opere teatrali[2]
- Trost i taklampa (1950)
- Fløttardag (1952)
- To pinner i kors (1954)
- Sirkus Mikkelikski (1954)
- Tingel-tangel i natt (1959)
- Hu Dagmar (musical, 1964)

### Libri per ragazzi[2]
- Musevisa (1949)
- Lillebrors viser (1949)
- Teddybjørnen og andre viser (1950)
- Rim og regler fra Barnetimen (1954)
- Kjerringa som ble så lita som ei teskje (1957)
- Alle tiders gullhøne (1959)
- Teskjekjerringa på nye eventyr (1960)
- Sirkus Mikkelikski (1963)
- Den grønne votten (1964)
- Teskjekjerringa i eventyrskauen (1965)
- Byn som glömde att det var jul (1966)
- Den vesle bygda som glømte at det var jul (1966)
- Teskjekjerringa på camping (1967)
- Halvmeter'n (1968)
- Teskjekjerringa på julehandel (1970)

### Poesie (lista parziale)[1]
- Røde geranier (1938)
- To vugger (1939)

## Discografia parziale

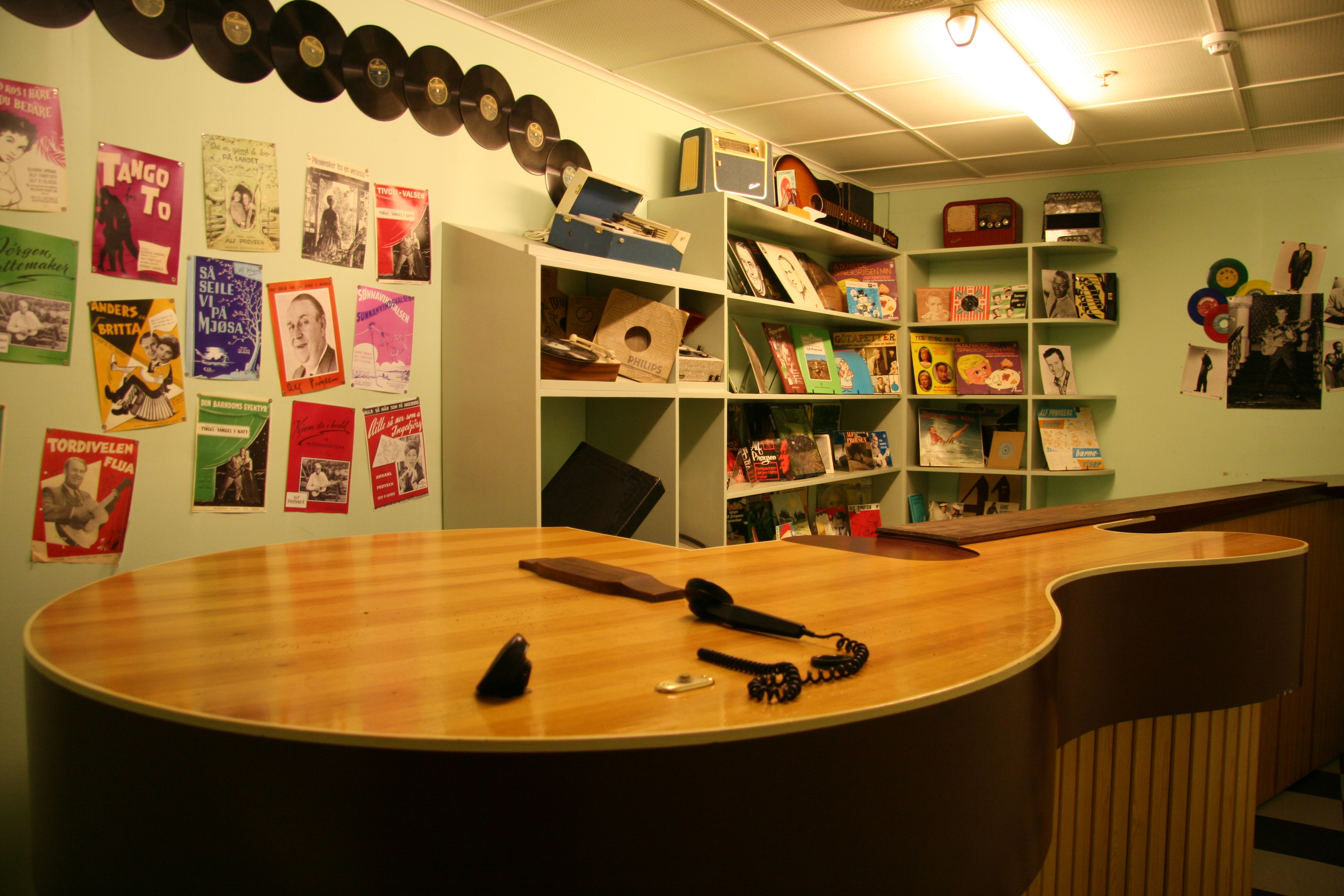
La casa-museo di Alf Prøysen

### Album
- O Jul med din glede (1968, con Arild Berggren e Guttekoret I NRK)
- Pirion (Alf Prøysen synger for barna) (1968)
- Alf Prøysen  (1969)
- Alf Prøysen (1971)
- Den ukjente Prøysen (1973)
- Synger og forteller for barna (1975)
- Husmannspolka - Original Prøysen 1 (1993)

### EP
- Viseregle/Kjærest på en stol/Genser-Vise (1959)

### Singoli
- Bare pappa hadde tid /Frøken gi meg himlens nummer (1947)
- Lillebrors vise/Blåbærtur'n (1948)
- Pelles Bursda'/Cirkusvisa (1948)
- Musevisa/Hutte-Tutte-Tei (1949)
- Teddybjørnen (1950)
- Helene Harefrøken  (1976)

## Filmografia parziale

### Sceneggiatore
- Jackanory - serie TV (1966-1967)
- Gumman som blev liten som en tesked - serie TV (1967)

## Premi e riconoscimenti
- 1970: Norsk kulturråds ærespris[2]